# Kurt Hesse (Unternehmer)
Kurt Hesse (* 18. April 1944) ist ein deutscher Unternehmer und Inhaber eines Spielzeugherstellers.

## Leben
Kurt Hesse ist Chef des Spielwarenherstellers Autec AG in Nürnberg. Hesse kämpft seit Jahren gegen die von der Autoindustrie verlangten Lizenzgebühren für Nachbildungen von Automodellen im Miniaturformat. Beim Amt der Europäischen Union für geistiges Eigentum beantragte er erfolgreich die Löschung des sogenannten Geschmackmusters für Varianten des Porsche-Modells 911. 2017 erstritt er vor dem Düsseldorfer Landgericht das Recht, unter dem Namen Testarossa Rasierer zu verkaufen. 2025 revidierte der EUIPO diese Entscheidung und bestätigt das Unternehmen Ferrari in seiner Rechtsauffassung.
Hesse wuchs als Kind in einem Waisenhaus auf. 1985 wurde er Chef der Spielwarenfirma Carrera Century Toys in Fürth. 1997 musste sich Hesse wegen Steuerbetruges und Querelen mit den Banken als Geschäftsführer und Alleingesellschafter von Carrera zurückziehen. 1999 stieg er mit seiner Firma Autec wieder in das Spielwarengeschäft ein.